# Neihart (Montana)
Neihart es un pueblo ubicado en el condado de Cascade en el estado estadounidense de Montana. En el Censo de 2010 tenía una población de 51 habitantes y una densidad poblacional de 9,91 personas por km².

## Geografía
Neihart se encuentra ubicado en las coordenadas 46°56′7″N 110°44′10″O / 46.93528, -110.73611. Según la Oficina del Censo de los Estados Unidos, Neihart tiene una superficie total de 5.15 km², de la cual 5.15 km² corresponden a tierra firme y (0%) 0 km² es agua.

## Demografía
Según el censo de 2010, había 51 personas residiendo en Neihart. La densidad de población era de 9,91 hab./km². De los 51 habitantes, Neihart estaba compuesto por el 92.16% blancos, el 0% eran afroamericanos, el 3.92% eran amerindios, el 0% eran asiáticos, el 0% eran isleños del Pacífico, el 0% eran de otras razas y el 3.92% pertenecían a dos o más razas. Del total de la población el 0% eran hispanos o latinos de cualquier raza.